# Coppa Merconorte 1998
La Coppa Merconorte 1998 è stata la prima edizione del trofeo, ed è stata vinta dall'Atlético Nacional.

## Formula
Inizialmente la competizione doveva includere 16 squadre, con 4 gironi da 4 club. Il numero fu poi ridotto a 12 per via di contrasti con la Federazione calcistica del Messico riguardo alle formazioni messicane che avrebbero preso parte al torneo: vista l'impossibilità di giungere a un accordo, gli organizzatori decisero di eliminare le tre compagini messicane e due statunitensi (D.C. United e Los Angeles Galaxy), aggiungendo una colombiana (América de Cali). Le 12 squadre partecipanti sono divise in 3 gruppi da 4, le cui prime classificate e la migliore seconda si qualificano alle semifinali.

## Partecipanti
| Nazione   | Squadra           |
| --------- | ----------------- |
| Bolivia   | The Strongest     |
| Colombia  | América de Cali   |
| Colombia  | Atlético Nacional |
| Colombia  | Deportivo Cali    |
| Colombia  | Millonarios       |
| Ecuador   | Barcelona SC      |
| Ecuador   | El Nacional       |
| Ecuador   | Emelec            |
| Perù      | Alianza Lima      |
| Perù      | Sporting Cristal  |
| Perù      | Universitario     |
| Venezuela | Caracas           |

## Fase a gironi

### Gruppo A

#### Risultati
| Emelec | 1 - 1 | Sporting Cristal |

| América | 2 - 1 | Millonarios |

| Sporting Cristal | 2 - 2 | América |

| Millonarios | 2 - 1 | Emelec |

| Sporting Cristal | 0 - 1 | Millonarios |

| América | 2 - 2 | Emelec |

| Millonarios | 2 - 2 | América |

| Sporting Cristal | 1 - 1 | Emelec |

| América | 1 - 1 | Sporting Cristal |

| Emelec | 3 - 0 | Millonarios |

| Millonarios | 1 - 0 | Sporting Cristal |

| Emelec | 1 - 0 | América |

#### Classifica
| Pos. | Squadra          | P  | G | V | N | S | GF | GS | DR |
| ---- | ---------------- | -- | - | - | - | - | -- | -- | -- |
| 1.   | Millonarios      | 10 | 6 | 3 | 1 | 2 | 7  | 8  | -1 |
| 2.   | Emelec           | 9  | 6 | 2 | 3 | 1 | 9  | 6  | +3 |
| 3.   | América de Cali  | 7  | 6 | 1 | 4 | 1 | 9  | 9  | -3 |
| 4.   | Sporting Cristal | 4  | 6 | 0 | 4 | 2 | 5  | 7  | -2 |

### Gruppo B

#### Risultati
| Alianza Lima | 2 - 0 | Barcelona |

| The Strongest | 0 - 2 | Atlético Nacional |

| Barcelona | 1 - 1 | The Strongest |

| Atlético Nacional | 3 - 1 | Alianza Lima |

| Barcelona | 2 - 2 | Atlético Nacional |

| The Strongest | 0 - 0 | Alianza Lima |

| Barcelona | 2 - 0 | Alianza Lima |

| Atlético Nacional | 2 - 3 | The Strongest |

| The Strongest | 1 - 0 | Barcelona |

| Alianza Lima | 1 - 1 | Atlético Nacional |

| Atlético Nacional | 4 - 0 | Barcelona |

| Alianza Lima | 4 - 0 | The Strongest |

#### Classifica
| Pos. | Squadra           | P  | G | V | N | S | GF | GS | DR |
| ---- | ----------------- | -- | - | - | - | - | -- | -- | -- |
| 1.   | Atlético Nacional | 11 | 6 | 3 | 2 | 1 | 14 | 7  | 7  |
| 2.   | Alianza Lima      | 8  | 6 | 2 | 2 | 2 | 8  | 6  | 2  |
| 3.   | The Strongest     | 8  | 6 | 2 | 2 | 2 | 5  | 9  | -4 |
| 4.   | Barcelona SC      | 5  | 6 | 1 | 2 | 3 | 5  | 10 | -5 |

### Gruppo C

#### Risultati
| Universitario | 0 - 0 | Deportivo Cali |

| Caracas | 1 - 0 | El Nacional |

| El Nacional | 1 - 1 | Universitario |

| Deportivo Cali | 1 - 1 | Caracas |

| Caracas | 0 - 2 | Universitario |

| Deportivo Cali | 2 - 0 | El Nacional |

| Deportivo Cali | 2 - 1 | Universitario |

| El Nacional | 2 - 1 | Caracas |

| Universitario | 1 - 2 | El Nacional |

| Caracas | 0 - 2 | Deportivo Cali |

| Universitario | 1 - 3 | Caracas |

| El Nacional | 1 - 0 | Deportivo Cali |

#### Classifica
| Pos. | Squadra        | P  | G | V | N | S | GF | GS | DR |
| ---- | -------------- | -- | - | - | - | - | -- | -- | -- |
| 1.   | Deportivo Cali | 11 | 6 | 3 | 2 | 1 | 7  | 3  | 4  |
| 2.   | El Nacional    | 10 | 6 | 3 | 1 | 2 | 6  | 6  | 0  |
| 3.   | Caracas        | 7  | 6 | 2 | 1 | 3 | 6  | 8  | -2 |
| 4.   | Universitario  | 5  | 6 | 1 | 2 | 3 | 6  | 8  | -2 |

## Fase a eliminazione diretta

### Tabellone
|  | Semifinali           | Semifinali           | Semifinali | Semifinali | Semifinali |  |  | Finale            | Finale            | Finale | Finale | Finale |  |
|  |                      |                      |            |            |            |  |  |                   |                   |        |        |        |  |
|  | Millonarios          | Millonarios          | 0          | 2          | 2          |  |  |                   |                   |        |        |        |  |
|  | Atlético Nacional    | Atlético Nacional    | 2          | 1          | 3          |  |  | Atlético Nacional | Atlético Nacional | 3      | 1      | 4      |  |
|  | El Nacional          | El Nacional          | 1          | 2          | 3 (4)      |  |  | Deportivo Cali    | Deportivo Cali    | 0      | 1      | 1      |  |
|  | Deportivo Cali (dcr) | Deportivo Cali (dcr) | 2          | 1          | 3 (5)      |  |  |                   |                   |        |        |        |  |

### Semifinali

#### Andata
| Arbitro: | Arana |

|           |           |                         |
| Chalá 61’ | Marcatori | 31’ Gaviria 47’ Bonilla |

| Arbitro: | Ortubé |

|  |           |                           |
|  | Marcatori | 62’ Zambrano 77’ Morantes |

#### Ritorno
| Arbitro: | Borgosano |

|                                               |                      |                                                |
| Escobar 69’                                   | Marcatori            | 59’ Valencia 83’ Ferri                         |
| Zapata Bedoya Córdoba Dudamel Patiño Mosquera | Tiri di rigore 5 – 4 | Alvarado Ordóñez Ferri Burbano Arroyo Carcelén |

| Arbitro: | Solórzano |

|              |           |                      |
| Grisales 64’ | Marcatori | 71’ Toro 81’ Ramírez |

### Finale

#### Andata
| Arbitro: | Russi |

| |            | |
| Vásquez 29’, 73’ Perea 61’ | Marcatori  | 49’ Zapata |
| · Calero P 84’ Fiorillo D Perea D 27’ Orejuela D 40’ Martínez D 68’ Álvarez C 15’ Villa C Grisales C Vásquez C Comas A 73’ Ceballos A A disposizione: · 73’ Muñoz A 84’ Madrid C | Formazioni | · P Dudamel D Hurtado D Valencia D Rivas 3’ D Viveros C Zapata 54’ C Patiño C Betancourth 21’ C Torres A Escobar A Córdoba 73’ A disposizione: · C C. Castillo 21’ |
| Gómez | Allenatori | Hernández |

#### Ritorno
| Arbitro: | Ruiz |

| |            | |
| | Marcatori  | 90’ Morantes |
| · Mendoza P Hurtado D Valencia D Ocampo D Rivas D 13’ Royeiro C Arce C 74’ Patiño C 69’ Viveros C Torres A 35’ 70’ Moreno Díaz A A disposizione: · 70’ B. Castillo A | Formazioni | · P Calero D Marulanda 82’ D Palacios D Orejuela 23’ D Mosquera C Álvarez 74’ C Rueda 65’ C Villa 65’ C Morantes A Vásquez 46’ A Moreno 88’ A disposizione: · A Ceballos 46’ 53’ D Martínez 65’ A Muñoz 88’ |
| Hernández | Allenatori | Gómez |

## Classifica marcatori
| Gol |  |  | Giocatore        | Squadra           |
| --- |  |  | ---------------- | ----------------- |
| 4   |  |  | Rafael Castellín | Caracas           |
| 4   |  |  | Héctor Ferri     | El Nacional       |
| 4   |  |  | Héctor Hurtado   | América de Cali   |
| 4   |  |  | Carlos Juárez    | Emelec            |
| 4   |  |  | Neider Morantes  | Atlético Nacional |
| 3   |  |  | Víctor Bonilla   | Deportivo Cali    |
| 3   |  |  | Mauro Cantoro    | Universitario     |
| 3   |  |  | Jairo Castillo   | América de Cali   |
| 3   |  |  | Germán Carty     | Sporting Cristal  |
| 3   |  |  | Walter Escobar   | Deportivo Cali    |
| 3   |  |  | Carlos Vásquez   | Atlético Nacional |